# Eduardo Valdez
Rodolfo Eduardo Valdez (30 de abril de 1951) es un exfutbolista salvadoreño que se desempeñaba como centrocampista.

## Selección nacional
Estuvo con la selección de El Salvador en ocho partidos de las eliminatorias para la Copa Mundial de Argentina 1978.

### Participaciones en Campeonatos Concacaf
| Copa                                       | Sede   | Resultado     | Part. | Goles |
| ------------------------------------------ | ------ | ------------- | ----- | ----- |
| Campeonato de Naciones de la Concacaf 1977 | México | Tercer puesto | 3     | 0     |

## Palmarés

### Títulos nacionales
| Título           | Equipo | País        | Año     |
| ---------------- | ------ | ----------- | ------- |
| Primera División | FAS    | El Salvador | 1977-78 |
| Primera División | FAS    | El Salvador | 1978-79 |

### Títulos internacionales
| Título                           | Equipo | País        | Año  |
| -------------------------------- | ------ | ----------- | ---- |
| Copa de Campeones de la Concacaf | FAS    | El Salvador | 1979 |